# Puchar Spensleya
Puchar Spensleya – trofeum piłkarskie we Włoszech w pierwszych latach XX wieku. Ufundowany przez Włoską Federację Piłkarską, przeznaczony dla drużyny, która trzykrotnie z rzędu po roku 1905 zdobędzie mistrzostwo Włoch.
Nazwa pucharu pochodzi od nazwiska bramkarza Genoi, Jamesa Spensleya.

## Okoliczności przyznania pucharu
W latach 1906 i 1907 mistrzostwo Włoch zdobył zespół A.C. Milan. W roku 1908 mediolański zespół, podobnie jak inne czołowe włoskie kluby, nie został dopuszczony do rozgrywek. Decyzją federacji o tytuł mistrzowski mogły grać tylko drużyny posiadające w swoich składach jedynie zawodników z Włoch.
Po zakończeniu sezonu federacja uznała swoją decyzję za błąd i zrezygnowała z zakazu gry obcokrajowców. W ramach rekompensaty za straconą szansę na trzeci z rzędu tytuł mistrzowski przyznała Milanowi Puchar Spensleya bez gry.